# Adolf Edward Jacobi
Pour les articles homonymes, voir Jacobi.
Adolf Edward Jacobi (1796-1865) est un écrivain allemand.

## Biographie
Il est le fils de Johann Adolph Jacobi (de), né le 11 décembre 1796 à Iéna. Il reçoit sa première formation sous la direction de son père, puis au lycée Ernest de Gotha (de). Il fréquente l'université de Göttingen à partir de 1814, pour étudier la théologie et la philologie.
Après la fin de sa période d'étude et après l'obtention du diplôme de docteur, il se tourne vers l'enseignement scolaire du grec de 1817 à 1819 à Göttingen. En outre, il travaille à la bibliothèque de l'université. À Pâques 1819, l’enseignement des langues anciennes et de l'allemand dans le secondaire est transféré à Rinteln (de). À cette époque, il est reçu en chirurgie et divers événements ponctuels lui permettent de faire la preuve de son éloquence à la chaire. Ces différentes preuves de son efficacité lui permettent d’être nommé premier aumônier de Cobourg, en 1828.
À côté de son office spirituel, il participe à l'éducation des princes Ernst et Albert, duc régnant et futur mari de la reine d'Angleterre.
Quatre ans plus tard, il est nommé prédicateur de la cour et Oberconsistorialrath à Gotha.
À l’automne 1838, Friedrich Wilhelm  Döring (de) vieillissant, il devient nécessaire de trouver un sang nouveau et une fraîche vigueur pour la gestion de l'école, il en est nommé directeur, assumant un certain nombre d'heures d'enseignement dans les classes supérieures.
En 1845, il devient directeur du Realgynmasium et y effectue rapidement de nombreuses réformes, après l'abolition des Oberconsistoriums ducales. En 1858, il devient Ministerialrat (de) pour les églises et les écoles. Il demeure dans cette position, jusqu'à sa mort, le matin du 21 novembre 1865.
Le 3 février de l'année suivante les autorités, les enseignants et les étudiants lui décernent le Gedächtnißfeie, en mémoire de son enseignement.

## Œuvre
En dépit de l’étendue de son savoir, il n’a pas effectué de nombreuses réalisations littéraires. En dehors de différents sermons à la gloire de sa patrie et de divers articles dans des revues philologiques, on a de lui en version imprimée :
- Adnotationes quaedam ad Platonis Phaedonem (programme d'études secondaires, Rinteln 1820) ;
- Dictionnaire de poche de la mythologie grecque et romaine, (2 Abthlgn, 1830-1835) qui, en raison de sa richesse et de sa solidité, a été traduit en français par Th. Bernard sous le titre Dictionnaire universel mythologique (Paris 1846).
- « Une note sur Goethe le 28 août 1849 ».
- À partir des travaux de Mme Necker de Saussure : L'Éducation de l'homme dans ses différents âges, il traduisit la troisième partie, sous le titre spécial de L'Éducation du sexe féminin (1839-1840).